# Padri e figli
Padri e figli är en italiensk-fransk komedifilm från 1957 i regi av Mario Monicelli.

## Utmärkelser
Monicelli vann Silverbjörnen för bästa regi vid Filmfestivalen i Berlin 1957.

## Rollista i urval
- Vittorio De Sica - Vincenzo Corallo
- Lorella De Luca - Marcella Corallo
- Riccardo Garrone - Carlo Corallo
- Marcello Mastroianni - Cesare Marchetti
- Fiorella Mari - Rita Marchetti
- Franco Interlenghi - Guido Blasi
- Antonella Lualdi - Giulia Blasi
- Memmo Carotenuto - Amerigo Santarelli
- Marisa Merlini - Ines Santarelli
- Gabriele Antonini - Sandro Bacci
- Emma Baron - signora Bacci
- Memmo Carotenuto - Vezio Bacci
- Gina Rovere - Vezios vän
- Franca Gandolfi - signora Venturoli